# マリー・フォン・ラジヴィウ
マリー・ドロテア・フュルスティン・フォン・ラジヴィウ（Marie Dorothea Fürstin von Radziwiłł, 1840年2月19日 - 1915年7月10日）は、フランス出身のポーランド貴族の女性で、ベルリンのサロニエール。フランス語名マリー・ドロテ・エリザベート・ド・カステラーヌ（Marie Dorothée Élisabeth de Castellane）。

## 生涯
ラジヴィウ公爵夫人マリーは、アンリ・ド・カステラーヌ侯爵（1814年 - 1847年）とその妻ポーリーヌ・ド・タレーラン＝ペリゴール公爵令嬢（1820年 - 1890年）の娘に生まれた。母の一族は大勢の「サロニエール（サロンの女主人）」を輩出した家系であった。ポーリーヌの母はタレーラン公爵夫人ドロテア・フォン・ビロンで、ドロテアはフランスの政治家タレーランの甥で養子のエドモンの妻であり、また有名な社交界の中心人物だった。そしてドロテアの母親のクールラント公爵夫人ドロテア・フォン・メデムは最後のクールラント公ペーター・フォン・ビロンの妻であり、曾孫にあたるマリーと同じくベルリン社交界の中心人物だった。
マリーは幼少期をパリで過ごしたが、父が死ぬとシレジアにある母親の実家の領地に引っ越した。1857年、マリーはジャガンでポーランド＝リトアニア系貴族のアントニ・ヴィルヘルム・ラジヴィウ公爵（ポーランドの公爵Książęはドイツの侯爵Fürstに相当するため、ドイツでは侯爵とされる。このためマリーもドイツでは「侯爵夫人」だが、ここでは公爵夫人とする）と結婚し、間に二男二女をもうけた。夫のアントニはプロイセンの士官であり、1885年にはドイツ皇帝ヴィルヘルム1世の最高副官になった。また1873年にはプロイセン王国の侯爵位に叙せられている。また夫アントニの父方の祖母はプロイセンのルイーゼ王女であるため、ドイツ皇帝家とも親族関係にあった。マリーは後に自分の祖母ドロテア・フォン・ビロンの往復書簡を出版するとともに、夫の祖母ルイーゼ王女の回想録を出版してもいる。
結婚してベルリンに移ると、マリーはすぐに成立前後のドイツ帝国における宮廷人、政治家たちの間で有名人になった。マリーは昔からドイツ皇帝夫妻と非常に親しかったうえ、出身国フランスの洗練された流儀と、政治に隠然たる影響力をふるう人々との交友関係も持ち合わせていた。マリーは帝国宰相オットー・フォン・ビスマルクとも親しかったが、1870年代から1880年代にかけて文化闘争が続いていたあいだ、ドイツ国内のカトリック勢力であるフランス系とポーランド系の少数派が当局に対する反発を強める中で、マリーとビスマルクの友情も決裂した。
ラジヴィウ公爵夫人のサロンは、1860年代半ばから第1次世界大戦が始まる1914年の8月まで、ベルリンにおいて政治に関する情報の集まる主要サロンであった。サロンはヴィルヘルム通り77番地にあるラジヴィウ宮殿（のちの総統官邸）で開かれていたが、1878年に同宮殿が帝国宰相の官邸になると、マリーの新しい邸宅のあるパリ広場3番地に移った。マリーのサロンが特別に政治的な重要性を帯びたのには、いくつかの理由があった。
- 会話が外国語でなされる習慣。たいていはフランス語であった。
- 民族的、宗教的な多彩さ。他のサロンよりもずっとフランス人やポーランド人が集まり、彼らは皆カトリック信徒だった。
- 社会的地位の共通性。客人たちは貴族、上流階級、有力政治家だった。

加えて、ラジヴィウ公爵夫人のサロンはマリー・フォン・シュライニッツ伯爵夫人のサロンと並んで、反ビスマルク派の貴族たちが集まる中心地、最重要のたまり場だった。こうした観点から言えば、ラジヴィウ公爵夫人のサロンはビスマルクの親友だったヒルデガルト・フォン・シュピッツェンベルク男爵夫人のサロンと対極にあった。ただし、シュピッツェンベルク男爵夫人とラジヴィウ公爵夫人は友人同士だった。
また1881年から1886年にかけ、マリーは婚家のラジヴィウ家の所有する荒れ果てたネスヴィジ城（現在のベラルーシにある世界遺産）の大幅な復興事業に取り掛かり、古文書館と図書館を保存し、ネオ・ゴシック様式の塔を城に増築し、庭園をイギリス様式に再設計させた。
1914年に第1次世界大戦が始まると、ベルリンのサロン文化は衰亡し、ラジヴィウ家のサロンの特徴だった国際性、洗練、イデオロギー上の対立を超えた友情はどこかに消え去った。1904年に夫をすでに亡くしていた公爵夫人は、敵国フランス出身という素性のために、スパイであるとの不当な非難を受けてベルリンに居られなくなり、シレジアの実家の領地に戻り、1915年に死んだ。

## サロンの常連
| - エミール・フォン・アルベディル - フランツ・フォン・アーレンベルク - アウグスタ皇后 - アウグステ・ヴィクトリア皇后 - テオバルト・フォン・ベートマン・ホルヴェーク - オットー・フォン・ビスマルク - ベルンハルト・フォン・ビューロー - マリー・フォン・ブンゼン - ジュール・カンボン - ジョージ・カーゾン - ルドルフ・フォン・デルブリュック - アウグスト・ツー・オイレンブルク - ボート・ツー・オイレンブルク | - ハインリヒ・フォン・フリートベルク - アゲノル・マリア・ゴウホフスキ - エリー・ド・ゴントー＝ビロン - エドワード・ゴッシェン - ヴィルヘルム・フォン・ハーンケ - ヘルマン・フォン・ハッツフェルト＝トラヘンベルク - マリー・ツー・ホーエンローエ＝シリングフュルスト - ボグダン・フォン・フッテン＝チャプスキ - ニコライ・イグナチェフ - エルンスト・フォン・イーネ - フリードリヒ・ハインリヒ・フォン・イッツェンプリッツ - アルフレート・フォン・キダーレン＝ヴェヒター - ボート・フォン・デム・クネゼベック | - リリー・レーマン - フーゴー・ツー・レルヒェンフェルト＝ケーフェリンク - ヴァルター・フォン・ロー - エドワード・マレット - アドルフ・マーシャル・フォン・ビーバーシュタイン - ラウラ・ミンゲッティ - ヘルムート・フォン・モルトケ - ゲオルク・ヘルベルト・ツー・ミュンスター - ヘートヴィヒ・フォン・オルフェルス - ルイーゼ・フォン・オリオーラ - マクシミリアーネ・フォン・オリオーラ - フーゴー・フォン・ラドリン - フリードリヒ・ヴィルヘルム・フォン・レーデルン | - オド・ラッセル - マックス・フォンシュヴァルツコッペン - ゲルツ・フォン・ゼッケンドルフ - ヒルデガルト・フォン・シュピッツェンベルク - セシル・スプリング＝ライス - セジェーニ＝マリチ・ラースロー - マックス・フォン・ティールマン - カール・フォン・ヴァーンビューラー - ヴィルヘルム・アドルフ・ツー・ヴィート - ヴィルヘルム1世 - ヴィルヘルム2世 |